# Typosyllis anops
Typosyllis anops är en ringmaskart som först beskrevs av Ehlers 1897.  Typosyllis anops ingår i släktet Typosyllis och familjen Syllidae. Inga underarter finns listade i Catalogue of Life.